# Halberstädter Roland

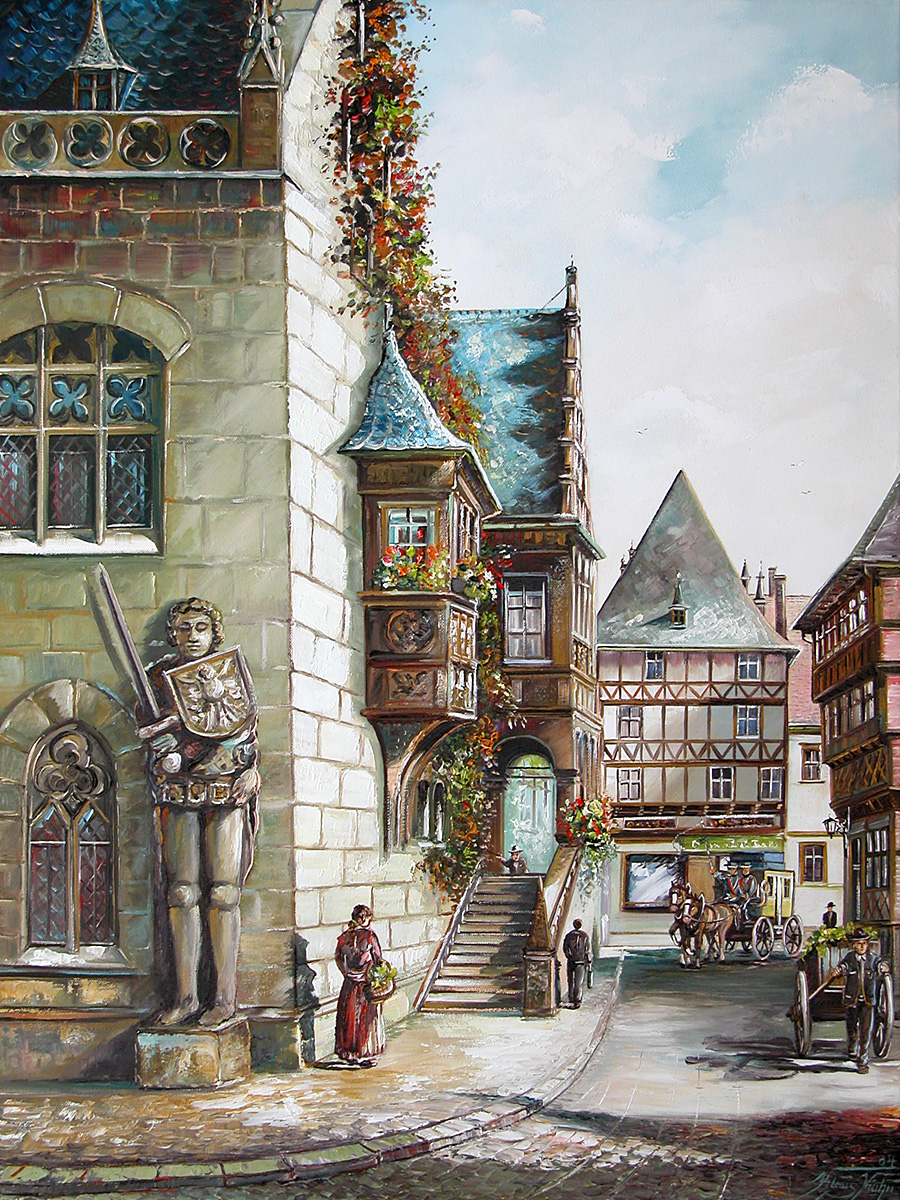
Halberstädter Roland (Gemälde, um 1900)

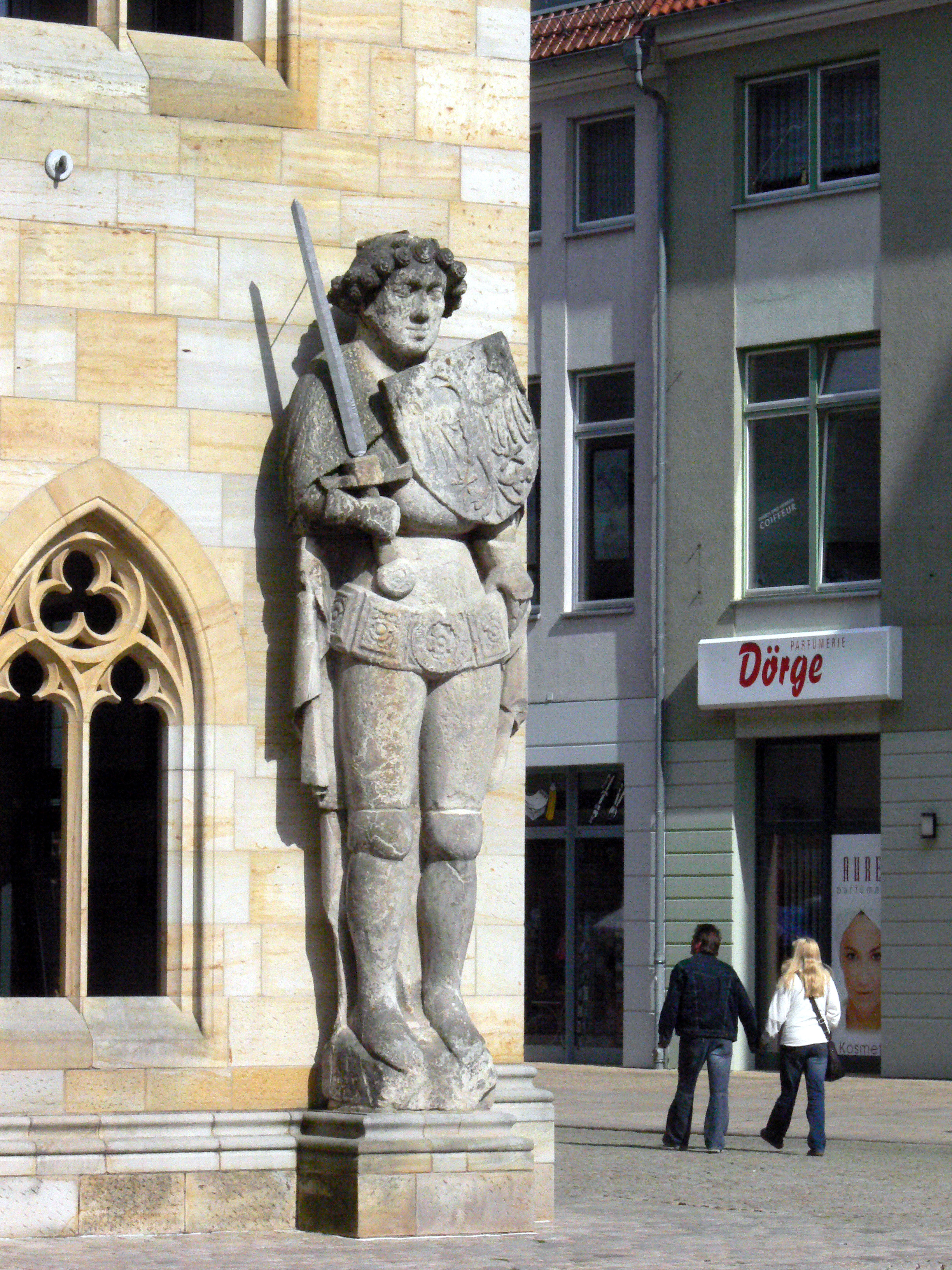
Halberstädter Roland (2008)

Der Halberstädter Roland ist eine aus Halberstädter Sandstein gefertigte Neuaufstellung mit einer Größe von etwa 4,27 Meter (mit Sockel 5,25 Meter). Diese Statue steht in Halberstadt an der Westseite des Rathauses, der Kreisstadt des Landkreises Harz in Sachsen-Anhalt. Bereits 1381 ist eine Rolandsfigur nachweisbar, allerdings aus Holz. Bis zur Steinfigur gab es mehrere Holzexemplare, die aber verloren gingen. Die Neuaufstellung ist auf 1433 datiert und dieses Fertigstellungsdatum ist im Gürtel der Figur eingemeißelt.
In der linken Hand hält der Roland den Schild mit dem doppelköpfigen Reichsadler, in der rechten das doppelschneidige Schwert Durendal.
Standort des Roland war 500 Jahre lang die Südwestecke des bei dem Bombenangriff am 8. April 1945 zerstörten Halberstädter Rathauses. Durch Einmauerung war der Roland dem gleichen Schicksal entgangen. 1951 bis 1998 stand er vor dem Südturm der Martinikirche, seitdem wieder an historischer Stelle vor dem wiederaufgebauten Rathaus.